# Rudolstädter Vogelschießen

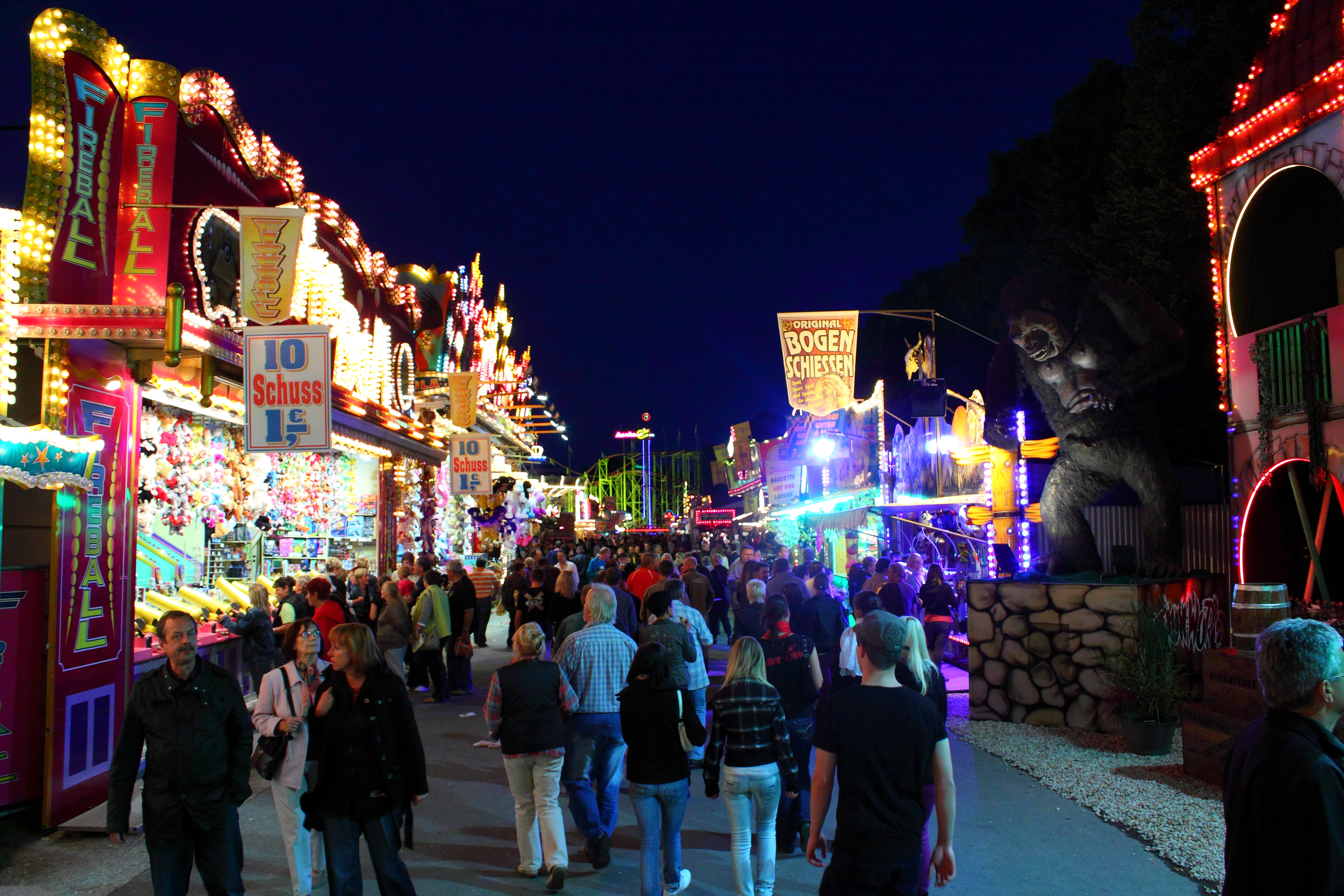
Rudolstädter Vogelschießen

Das Rudolstädter Vogelschießen ist ein Volksfest in Rudolstadt, Thüringen. Das Fest entwickelte sich aus einem am 28. August 1722 erstmals durchgeführten Schießwettbewerb, bei dem mit einer Armbrust auf einen hölzernen Vogel geschossen wurde. Mittlerweile  ist es mit rund 500.000 Besuchern eines der beliebtesten Volksfeste Deutschlands und das größte Thüringens.
Das Rudolstädter Vogelschießen findet jährlich in der letzten vollen Augustwoche statt.
Das Fest fand bis 1952 auf dem Oberanger statt. Seit 1953 ist der Veranstaltungsort die Bleichwiese südöstlich des Stadtzentrums.
Im Herbst 2014 wurde im Rahmen des Volksfestes für den Tatort Weimar die Folge Der Irre Iwan gedreht, die Folge wurde am 1. Januar 2015 erstausgestrahlt.